# Leia nigriventris
Leia nigriventris är en tvåvingeart som beskrevs av Edwards 1932. Leia nigriventris ingår i släktet Leia och familjen svampmyggor. Inga underarter finns listade i Catalogue of Life.